# Cyrtomaia owstoni
Cyrtomaia owstoni is een krabbensoort uit de familie van de Inachidae. De wetenschappelijke naam van de soort is voor het eerst geldig gepubliceerd in 1903 door Terazaki.